# Strandiata
Strandiata is een kevergeslacht uit de familie van de boktorren (Cerambycidae). De wetenschappelijke naam van het geslacht werd voor het eerst geldig gepubliceerd in 1936 door Breuning.

## Soorten
Strandiata omvat de volgende soorten:
- Strandiata abyssinica (Breuning, 1935)
- Strandiata monikae Adlbauer, 2008
- Strandiata renominata Vitali & Vitali, 2012